# Communauté de l'Anneau
Fellowship of the Ring, Fraternité de l'Anneau
Pour les articles homonymes, voir La Communauté de l'anneau (homonymie).
La Communauté de l'Anneau (Fellowship of the Ring en anglais, Fraternité de l'Anneau dans la seconde traduction de Daniel Lauzon) plus souvent nommée Compagnie de l'Anneau J. R. R. Tolkien, est dans le roman Le Seigneur des anneaux la troupe formée de neuf personnes qui est chargée d'amener l'Anneau unique vers la Montagne du Destin en Mordor. Elle donne son nom au premier tome de la trilogie, La Communauté de l'Anneau. L'adaptation cinématographique reprend le nom de la première traduction : La Communauté de l'Anneau. Elle a été formée à Fondcombe (Fendeval dans la deuxième traduction).

## Composition
« La Compagnie de l’Anneau sera au nombre de Neuf ; et les Neuf Marcheurs seront opposés aux Neuf Cavaliers de funeste renom. En plus de votre fidèle serviteur, Gandalf ira avec vous ; car ceci sera sa plus grande tâche, et peut-être la fin de ses labeurs. Quant au reste, ils représenteront les autres Peuples Libres du Monde : les Elfes, les Nains et les Hommes. »

— Elrond, La Communauté de l'Anneau, livre II.
- Pour les Hobbits de la Comté  :
  - Frodon Sacquet, le Porteur de l'Anneau.
  - Samsagace Gamegie, dit Sam, jardinier de Frodon qui l'accompagne tout le long du récit.
  - Meriadoc Brandebouc, dit Merry, ami et cousin de Frodon.
  - Peregrin Touque, dit Pippin, ami et cousin de Frodon.
- Pour les Hommes :
  - Aragorn, alias Grands-Pas, héritier légitime du trône de Gondor et d'Arnor.
  - Boromir, fils de Denethor II le Seigneur et Intendant du Gondor.
- Pour les Elfes :
  - Legolas, fils de Thranduil, roi des elfes sylvains de la Forêt de Grand'Peur.
- Pour les Nains :
  - Gimli, fils de Glóin, du royaume d'Erebor.
- Et
  - Gandalf le Gris, Maia incarné en magicien de l'ordre des Istari.

## Histoire
La Compagnie quitte Fondcombe le 25 décembre 3018 du Troisième Âge. Elle commence son voyage en longeant les Montagnes de Brume afin d'arriver par la Trouée du Rohan et se diriger vers l'Est. Les membres de la communauté sont attaqués sur leur route par les Wargs, puis sont repérés par les Crébains de Dunlande envoyés par Saruman le Blanc depuis l'Isengard. Ils traversent alors le col de Caradhras mais se heurtent aux maléfices du magicien. Acculés, ils décident de traverser les ténèbres de l'ancien royaume nain de la Moria. C'est là qu'ils découvriront le tombeau de Balin, cousin de Gimli, qui avait fondé une colonie quelques décennies plus tôt pour reconquérir la Moria. Dans ses ruines, la Communauté se trouve poursuivie par les Gobelins puis par un Balrog de Morgoth. Sur le pont de Khazad-Dûm, près des portes orientales, Gandalf tombe dans le gouffre face au Balrog jusqu'aux ultimes fondations de la pierre.
La Communauté parvient ensuite en Lothlórien, en étant accueillis par le Seigneur Celeborn et Dame Galadriel. Trouvant repos et quiétude, les compagnons se virent offrir le pain de route elfique en grande quantité, le Lembas. Ils naviguèrent ensuite sur le fleuve Anduin, passant devant les portes de l'Argonath et parvenant à Amon Hen.
Près des frontières septentrionales du Gondor, Boromir tente de s'emparer de l'anneau et Frodon se rend compte du danger que lui-même représente pour les autres membres de la Communauté. Il décide de continuer le chemin seul, mais Sam le rejoint. Merry et Pippin sont capturés par les Uruk-hai de Saruman ; Boromir meurt en tentant de les sauver. Aragorn, Legolas et Gimli décident de poursuivre les Orques.

## Critique et analyse
Pour Catherine Royer-Hémet, lorsque Elrond fonde la Communauté à la fin de son conseil, il « procède là à la fondation d'un groupe d'individus liés par une même motivation, une sorte d'association à la façon des ordres de chevalerie de l'époque médiévale », ajoutant que les diverses traductions françaises du terme « Fellowship » (communauté, fraternité et confrérie) accentuent cette idée. Claire Jardillier ajoute que « Fellowship » est employé pour désigner les chevaliers du roi Arthur dans la légende arthurienne.

### Note
1. ↑  Fellowship of the Ring a également parfois été traduit Confrérie de l'Anneau.